# 大桥镇 (定远县)
大桥镇，是中华人民共和国安徽省滁州市定远县下辖的一个乡镇级行政单位。

## 行政区划
大桥镇下辖以下地区：
大桥村、三官村、肖岗村、安子村、义和村、曹岗村、大施村和官塘村。